# Я буду поруч (фільм, 2003)
«Я буду поруч» — копродуційна романтична комедія 2003 року, режисерський дебют Крейга Фергюсона.

## Сюжет
Пол Керр — рок-зірка, який живе усамітненим життям, напиваючись і ганяючи на мотоциклі. Після нещасного випадку, чоловік випав у вікно, він потрапляє до лікарні, де й дізнається, що в нього є дочка Олівія: результат любовних стосунків із фанаткою Ребеккою. Олівія — підліток з янгольським голосом. Ребекка, зраджена Керром, проти спілкування дівчини з батьком, бо недовіряє йому. Та всі зусилля мами марні: Пол і Олівія знаходять спільну мову.

## У ролях
| Актор           | Роль            |
| --------------- | --------------- |
| Крейг Фергюсон  | Пол Керр        |
| Шарлотта Черч   | Олівія Едмондс  |
| Ральф Браун     | Діггер          |
| Джемма Редгрейв | Ребекка Едмондс |
| Джосс Екленд    | Евіл Едмондс    |
| Ієн Мак-Ніс     | Грем            |
| Імелда Стонтон  | доктор Бріджет  |
| Ентоні Гед      | Сем Гервасі     |
| Джозеф Алессі   | Ензо            |
| Домінік Купер   | друг            |
| Денні Вебб      | Денні Вай3      |

## Створення фільму

### Виробництво
Зйомки фільму проходили у Лондоні та Дорні, Велика Британія.

### Знімальна група
- Кінорежисер — Крейг Фергюсон
- Сценаристи — Крейг Фергюсон, Філіп Мак-Грейд
- Кінопродюсер — Джеймс Дж. Робінсон
- Композитор — Тревор Джонс
- Кінооператор — Ієн Вілсон
- Кіномонтаж — Шелдон Кан
- Художник-постановник — Тім Гарві
- Артдиректор — Пол Кросс
- Художник-декоратор — Селія Бобак
- Художник з костюмів — Стефані Коллі
- Підбір акторів — Пем Діксон[1].

## Сприйняття

### Критика
Фільм отримав змішані відгуки. На сайті Rotten Tomatoes оцінка стрічки становить 50 % на основі 6 відгуків від критиків (середня оцінка 5,2/10) і 57 % від глядачів із середньою оцінкою 3,3/5 (2 434 голоси). Фільму зарахований «гнилий помідор» від кінокритиків та «розсипаний попкорн» від глядачів, Internet Movie Database — 6,6/10 (1 326 голосів).

### Номінації та нагороди
| Нагороди та номінації фільму «Я буду поруч» | Нагороди та номінації фільму «Я буду поруч» | Нагороди та номінації фільму «Я буду поруч» | Нагороди та номінації фільму «Я буду поруч» | Нагороди та номінації фільму «Я буду поруч» | Нагороди та номінації фільму «Я буду поруч» |
| Рік                                         | Кінофестиваль/кінопремія                    | Категорія/нагорода                          | Номінант                                    | Результат                                   |                                             |
| ------------------------------------------- | ------------------------------------------- | ------------------------------------------- | ------------------------------------------- | ------------------------------------------- | ------------------------------------------- |
| 2003                                        | Комедійний фестиваль                        | Нагорода глядачів                           | Крейг Фергюсон                              | Перемога                                    |                                             |